# Silahdar Süleyman Paşa
Silahdar Süleyman Pascià conosciuto anche come Nişancı Süleyman Pascià (... – Rodi, 1715) è stato un politico e militare ottomano di origine Abazi.

## Biografia
Nel 1705 fu nominato governatore di Aleppo, poi nella Siria ottomana. Ha anche prestato servizio ad Eubea, un'isola della Grecia ottomana e di Cipro. Nel 1709 fu promosso alla carica di nişancı, calligrafo del tribunale. 
Il 12 novembre 1712 fu nominato gran visir. Il principale problema diplomatico durante il suo mandato fu il destino del re Carlo XII di Svezia, che risiedeva nei pressi della fortezza ottomana di Bender dopo la sua sconfitta da parte delle forze russe nella battaglia di Poltava (1709). Quando Carlo XII si rifiutò di tornare nel suo paese, la Svezia, Süleyman Pascià trasferì la sua residenza da Bender nella Moldova ottomana a Didymoteicho nella Grecia ottomana. Il sultano ottomano Ahmet III (regnò dal 1703 al 1730) non approvò il trattamento nei confronti di un reale ospite dell'Impero, per cui il 4 aprile 1713 fu dimesso dall'incarico di gran visir. 
Sebbene fu poi nominato Kapudan Paşa (grande ammiraglio), della Marina ottomana, fu accusato di corruzione e nel novembre 1713 fu esiliato nell'isola di Coo nella Grecia ottomana. L'anno successivo fu trasferito a Rodi, un'altra isola greca ottomana. Nel 1715 fu giustiziato.